# Margaret Flockton
Margaret Lilian Flockton, née le 25 septembre 1861 dans le Sussex et morte le 12 août 1953 à Tennyson en Nouvelle-Galles du Sud, est une artiste botanique.

## Biographie
Margaret Lilian Flockton, née le 25 septembre 1861 dans le Sussex, étudie à la South Kensington Art School à Londres.
Elle arrive en Australie vers 1880 et rejoint en 1901 l'herbier national des jardins botaniques de Sydney en tant qu'artiste lithographique jusqu'en 1927.
Le musée de Sydney conserve d’elle Étude de Waratahs.
Margaret Lilian Flockton meurt le 12 août 1953 à Tennyson en Nouvelle-Galles du Sud.